# 尤袤
尤 袤（ゆう ぼう、靖康2年（1127年）- 紹熙4年（1193年））は、中国南宋の政治家・詩人。字は延之、遂初居士と号した。范成大・楊万里・陸游とともに南宋四大家の一人。

## 略歴
常州無錫県の出身。若いときから文才があり、律詩に長じていた。太学に入り、紹興18年（1148年）に進士となる。その後、政治の才能を見いだされて、淮東・江東などの提挙常平司から累進し、太常少卿となった。高宗が崩じると、礼官とともに「高宗」という廟号を決定した。礼部侍郎に修国史侍講を兼ね、孝宗朝の終わりには権中書舎人に直学士を兼ね、大いにその才識を期待された。しかし、高官の昇進が法に適わないことを指摘して周必大の党とみなされ斥けられ、一時は退官したが、紹熙元年（1190年）に婺州知州となり太平州知州をへて、給事中・礼部尚書へと昇進した。光宗が心疾篤く、政治を顧みないことを憂え、自らも病を得て没する。金紫光禄大夫を追贈された。嘉定5年（1212年）に寧宗により文簡と諡された。

## 学問と詩
若いときは喩樗と汪応辰に師事して学んだが、喩樗は程頤の高弟であった楊時の弟子にあたる。その書室を遂初堂といい、蔵書家としても知られていた（『遂初堂書目』）。著に『遂初小稿』60巻・『内外制』30巻・『梁谿集』50巻があったがすべて失われ、清代に劇作家の尤侗によって『梁谿遺稿』1巻が編まれたが、原本の100分の1に過ぎないという。
その詩は方回によって「嬌淡細潤」「端荘婉雅」と評され、『四庫提要』によると「断簡しか残らなかったが范・楊・陸の三大家に拮抗する」という。
| 落梅           |                                   |
| 清溪西畔小橋東 | 清渓の西畔 小橋の東               |
| 落月紛紛水映空 | 落月 紛紛 水 空を映す             |
| 五夜客愁花片裏 | 五夜の客愁 花片の裏               |
| 一年春時角聲中 | 一年の春時 角声の中               |
| 歌殘玉樹人何在 | 歌は玉樹に残するも 人何くにか在る |
| 舞破山香曲未終 | 舞は山香を破るも 曲未だ終わらず   |
| 卻憶孤山醉歸路 | 卻って憶う 孤山酔帰の路           |
| 馬蹄香雪襯東風 | 馬蹄の香雪 東風に襯せしを         |